# 普安特彼得 (阿肯色州)
彼得點（英語：Point Peter）是位於美國阿肯色州瑟西縣的一個非建制地區。該地的面積和人口皆未知。

## 地理
彼得點的座標為35°57′20″N 92°54′34″W / 35.95556°N 92.90944°W，而該地的平均海拔高度為217米（即712英尺）。